# Porella cordaeana
Porella cordaeana là một loài rêu tản trong họ Porellaceae. Loài này được (Huebener) Moore miêu tả khoa học lần đầu tiên năm 1876.